# Anton Wais
Anton Wais (* 7. März 1948 in Wien; † 9. August 2024) war ein österreichischer Manager und Autor.

## Werdegang
Anton Wais studierte Rechtswissenschaften und Betriebswirtschaftslehre in Wien. Er legte 1979 die Fachprüfung zum Steuerberater und 1981 die Fachprüfung zum Buchführer und Steuerberater ab. Von 1971 bis 1978 war er Sekretär des österreichischen Wirtschaftsminister Josef Staribacher. Anschließend war er im Siemenskonzern tätig, von 1996 bis 1999 im Vorstand von Siemens Österreich. Wais war von 1999 bis 2009 Generaldirektor der Österreichischen Post AG. Nach seinem Tod wurde Waiß am 27. August 2024 am Sieveringer Friedhof bestattet.

## Auszeichnungen
- 2008 Großes Goldenes Ehrenzeichen für Verdienste um die Republik Österreich[3]